# Taaffe Ridge
Taaffe Ridge ist ein bis zu 75 m hoher und felsiger Gebirgskamm an der Ingrid-Christensen-Küste des ostantarktischen Prinzessin-Elisabeth-Lands. In den Vestfoldbergen erstreckt er sich in ostnordöstlicher Richtung zu den Moränen am Rand des Polarplateaus am östlichen Ende der Langnes-Halbinsel.
Das Antarctic Names Committee of Australia benannte ihn nach John McM. Taaffe, dem leitenden Dieselaggregatmechaniker auf der Davis-Station im antarktischen Winter 1970.